# Luc Philips
Luc Philips (Antwerpen, 2 januari 1915 – Westmalle, 26 juli 2002) was een Belgisch acteur en regisseur. Van 1962 tot 1980 was hij lesgever en sturende kracht in de toneelopleiding van de Koninklijk Vlaams Conservatorium Antwerpen.
Hij richtte in 1956 het Mechels Miniatuur Teater op.
Philips bouwde een acteurscarrière in het theater uit met onder andere een King Lear bij de Koninklijke Nederlandse Schouwburg in Antwerpen.
Hij speelde Benzamien in de tv-serie Jeroom en Benzamien in 1966 aan de zijde van Robert Marcel. 
Zijn bekendste televisierol was die als pastoor Munte in het Vlaamse televisiefeuilleton Wij, Heren van Zichem (1969). Een rol die hij ook in de speelfilm De Witte van Sichem (1980) van Robbe De Hert zal opnemen. Ook speelde hij mee in De filosoof van ’t Sashuis (België, 1963), een film van Maurice Balfoort naar de gelijknamige roman van Maurits Sabbe uit 1907.
Eind jaren 80 speelde hij Bompa in de sitcom Bompa. In 1994 hernam hij zijn rol van Bompa in de spin-off van Bompa, Chez Bompa Lawijt. In de film Max speelde hij Gaspard De Keukeleire, de vader van Max, gespeeld door Jacques Vermeire.
Hij overleed aan de gevolgen van een bronchitis.

## Onderscheidingen
Luc Philips won het Gouden Oog voor beste acteur in 1989 en 1990 voor zijn rol als "Bompa" in de VTM-reeks Bompa. Voor een rol op het toneel ontving hij het laureaat van de Theatronprijs voor beste acteur.